# Huracanes de Bolívar
O Huracanes de Bolívar  é  um time venezuelano de voleibol indoor masculino da cidade de Ciudad Guayana tricampeão naciuonal nos anos de 2011, 2013-14 e 2015 e possui a medalha de bronze na edição do Campeonato Sul-Americano de Clubes de 2012. 

## Resultados obtidos nas principais competições

### Títulos conquistados
- Campeonato Venezuelano(3 vezes):2011, 2013-14 e 2015
- Campeonato Venezuelano: 2012
- Campeonato Sul-Americano:2012